# Joel Hofer
Pour les articles homonymes, voir Hofer.
Joel Hofer (né le 30 juillet 2000 à Winnipeg dans la province du Manitoba au Canada) est un joueur professionnel canadien de hockey sur glace. Il évolue au poste de gardien de but.

## Biographie

### Carrière en club
En 2017-2018, il commence sa carrière en junior avec les Broncos de Swift Current dans la Ligue de hockey de l'Ouest. Les Broncos remportent la Coupe Ed-Chynoweth 2018. Lors du repêchage d'entrée dans la LNH 2018, il est choisi au 4e tour, à la 107e position au total par les Blues de Saint-Louis. Le 10 janvier 2019, il est échangé aux Winterhawks de Portland.
En 2020, il passe professionnel avec les Comets d'Utica dans la Ligue américaine de hockey. Il joue son premier match dans la Ligue nationale de hockey avec les Blues de Saint-Louis le 4 novembre 2021 face aux Sharks de San José.
Le 12 mai 2022, il marque un but en cage vide avec les Thunderbirds de Springfield face aux Penguins de Wilkes-Barre/Scranton lors d'un match des séries éliminatoires de la Coupe Calder.

### Carrière internationale
Il représente le Canada au niveau international. Il prend part aux sélections jeunes. Il remporte la médaille d'or lors du championnat du monde junior 2020 et lors du championnat du monde 2023.

## Trophées et honneurs personnels
- Championnat du monde junior :
  - 2020 : termine avec le meilleur pourcentage d'arrêts.
  - 2020 : nommé meilleur gardien.
  - 2020 : nommé dans l'équipe des étoiles.

- LHOu :
  - 2019-2020 : nommé dans la deuxième équipe des étoiles de la conférence ouest.

- LAH :
  - 2019-2020 : participe au match des étoiles
  - 2022-2023 : nommé dans la deuxième équipe des étoiles